# Путешествие на Китеру
«Путешествие на Китеру» (греч. Ταξίδι στα Κύθηρα) — греческий фильм 1984 года режиссёра Теодороса Ангелопулоса. Картина была представлена на Каннском кинофестивале 1984 года, где получила приз ФИПРЕССИ и приз за лучший сценарий. Первый фильм так называемой «трилогии молчания», в которую также входят киноленты «Пчеловод» (1986) и «Пейзаж в тумане» (1988).

## Сюжет
После участия в греческом сопротивлении и тридцати двух лет изгнания в СССР, где он создал новую семью, пожилой Спирос возвращается в Грецию, теперь уже освобождённую от диктатуры чёрных полковников.
В городе его ждут двое детей — Александрос и Вула, и они отвозят его к жене Катерине. Ему удаётся добраться на машине до деревни Месониси на севере Македонии, где он находит свой загородный дом и своего старого друга Панайотиса. Все жители деревни соглашаются продать землю строительной компании, но Спирос выступает против. Это приводит к конфликту с местными жителями.

## Актёрский состав
- Манос Катракис — Спирос
- Мэри Хронопулу — Вула
- Дионисий Папаяннопулос — Антонис
- Дора Воланаки — Катерина
- Джулио Броджи — Александрос
- Йоргос Незос — Панайотис
- Афинодорос Прусалис — начальник полиции
- Михалис Яннатос — полицейский

## Критика
Ричард Бернстайн из The New York Times отнёсся к работе неблагосклонно; по его мнению, в фильме были «необыкновенные сцены», однако «когда наступает конец, зритель остаётся […] со смутным чувством беспокойства, что, помимо получения знания о том, что изгнание — это пустота, два с половиной часа в присутствии большого количества безрадостности на экране не принесли большого удовлетворения». Бернстайн утверждал, что «Путешествие на Китеру» — это «немного слишком длинная аллегория, мораль которой вы просто не понимаете». Рецензент Time Out был неоднозначен, написав: «Первая половина фильма […] наполнена той своеобразной меланхолией, которую Ангелопулос сделал полностью своей. Однако во второй половине фильма нить начинает теряться, когда старик и его жена отправляются в символическое путешествие на Киферу, место рождения Афродиты».
Другие критики высоко оценили фильм. В пятом издании «Нового биографического словаря кино» Дэвид Томсон написал, что «красота фильма редко может сравниться с чем-либо». В статье для Британского института кино Кристина Ньюленд включила «Путешествие на Китеру» в свой список 10 великих греческих фильмов. Мэтью Трифт также похвалил трилогию, частью которой является фильм, написав, что все три фильма «показывают Ангелопулоса на пике его творческих возможностей». В книге «История греческого кино» Врасидас Каралис назвал «Путешествие на Китеру» одним из лучших фильмов десятилетия.